# مؤسسه ملی سینما و هنرهای صوتی‌تصویری

مؤسسه ملی سینما و هنرهای صوتی‌تصویری (اسپانیایی: Instituto Nacional de Cine y Artes Audiovisuales‎) که به اختصار «INCAA» نامیده می‌شود، یک شرکتِ دولتی تهیه و تولید فیلم است که در بوئنوس آیرس واقع شده و کارش، ترویج و ترقی «صنعت فیلم‌سازی آرژانتین» است.
این مؤسسه که در ۱۴ مه ۱۹۶۸ میلادی بر اساس ابلاغیه دولتی شمارهٔ ۱۷٫۷۴۱ تأسیس شد، شرکت‌های فیلم‌سازیِ واجدِ شرایط را، تحتِ حمایتِ مالی خود قرار می‌دهد.